# Fernão do Pó
Fernão do Pó ou Fernando Pó (século XV) foi um navegador e explorador português. 
Ao serviço de Fernão Gomes, a quem o rei D. Afonso V encomendara a exploração da costa ocidental africana, chega às ilhas do Golfo da Guiné, tendo descoberto a maior ilha do golfo de Biafra, por volta de 1472, à qual foi dada o nome de ilha de Fernão Pó, tendo também sido conhecida como ilha do Pó. Actualmente é conhecida como ilha de Bioco e faz parte do território da Guiné Equatorial.
Chegou também à foz do rio Vuri a que chamou de Rio dos Camarões que depois deu o nome ao actual estado africano dos Camarões.